# I'm All Right Jack
I'm All Right Jack, (bra: Papai É um Nudista; prt: Simpático Idiota) é uma comédia cinematográfica britânica de 1959 dirigida e produzida por John e Roy Boulting a partir de um roteiro de Frank Harvey, John Boulting e Alan Hackney, baseado no romance Private Life de Hackney. Peter Sellers interpretou um dos seus mais conhecidos papéis, como o representante sindical Fred Kite e ganhou um prêmio de Melhor Ator Britânico da Academia Britânica de Artes do Cinema e Televisão.
O filme faz parte da lista dos 1000 melhores filmes de todos os tempos do The New York Times.